# Lucie Klukavá
Lucie Klukavá (12. srpna 1992 v Ostravě-Vítkovicích) je česká modelka a Česká Miss posluchačů Frekvence 1 2011.

## Osobní život
Lucie Klukavá pochází z ostravské městské části Vítkovice, kde také do 5. třídy navštěvovala základní školu. Poté byla přijatá na osmileté Gymnázium Ostrava – Hrabůvka, p. o., kde maturovala v roce 2011. Nyní[kdy?] studuje na Právnické fakultě Panevropské vysoké školy v Ostravě. A ukončila studium na PF UPOL.

## Soutěže Miss
Lucie Klukavá se účastnila desítek soutěží. Na většině z nich se umístila na předních pozicích, například na:
| - Miss Reneta 2008 (II. vicemiss, Miss Internet) - Look Bella 2008 (vítězka) - iMiss 2008 (vítězka, iMiss bleskově.cz 2008, iMiss Sympatie 2008) - Miss Jihlava Open 2008 (vítězka, Miss Sympatie) - Miss Praha Open 2009 (II. vicemiss) - Královna bouzovského hradu 2009 (vítězka) - Miss Europe and World Junior Czech Republic 2009 – finalistka - Miss Vysočiny Open 2010 (I. vicemiss, Miss Internet) - Miss Špindl 2010 – vítězka - Miss FANTOM 2010 (I. vicemiss, Miss Internet) | - Miss Model 2011 (vítězka) - Miss Face 2010 (vítězka) - Česká Miss 2011 (Česká Miss posluchačů Frekvence 1) - Supermiss 2011 (III. Supermiss, Supermiss Média) - Miss Academia 2012 (I. vicemiss) - Miss pláž 2012 (I. vicemiss, Miss sympatie) - Miss Euro 2012 (I. vicemiss) - Miss Supranational Czech 2013 (vítězka) - Miss víno 2013 (vítězka, Miss sympatie) - Miss Tourism International 2013 (TOP 20 – 17. místo) |  |